# タルーサ
座標: 北緯54度43分 東経37度11分 / 北緯54.717度 東経37.183度

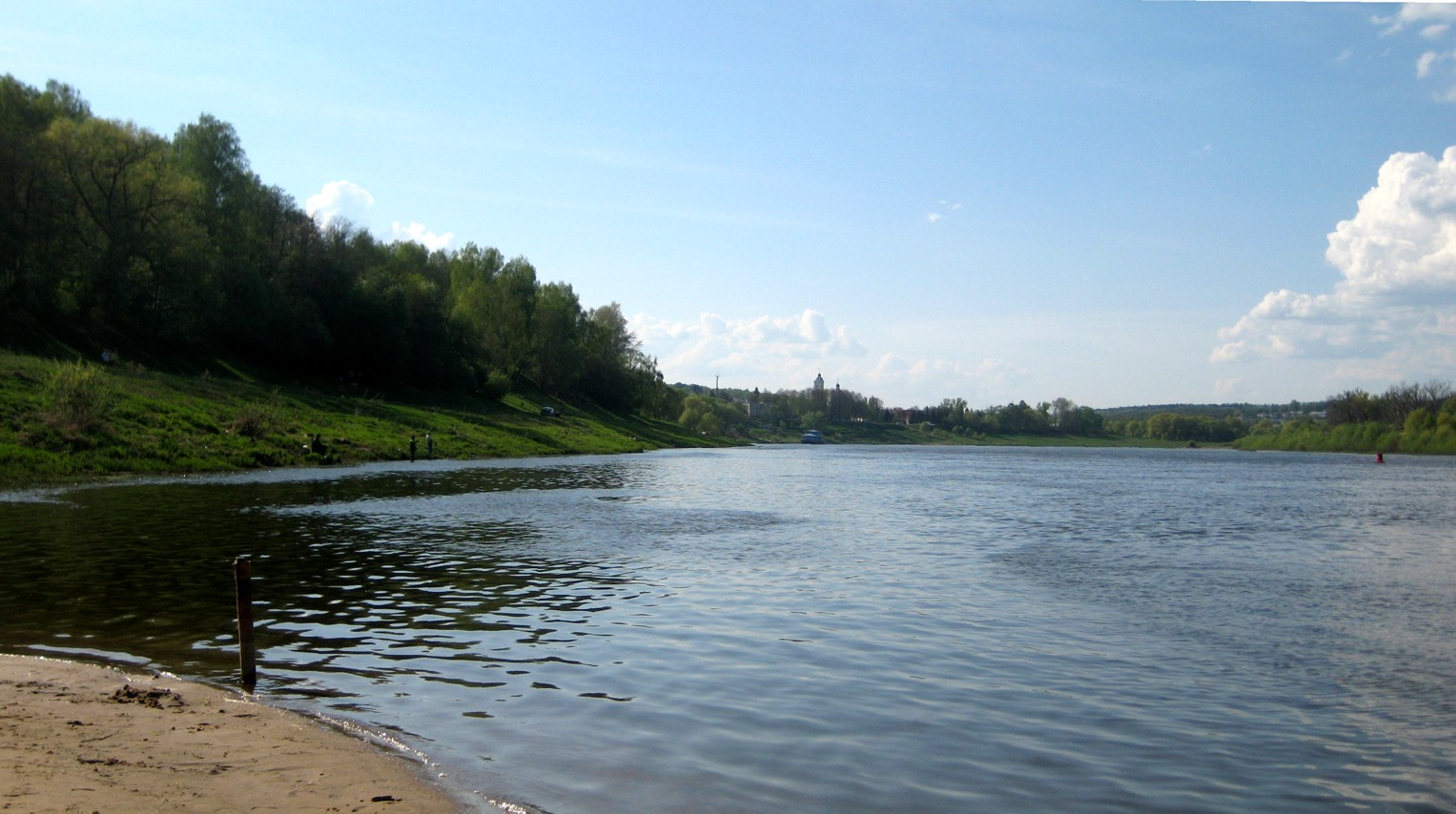
オカ川

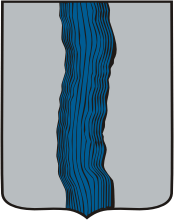
タルーサの紋章

タルーサ（タルサ、ロシア語: Тару́са、ラテン文字表記の例: Tarusa）は、ロシアのカルーガ州にある町。人口は9,918人（2021年）。モスクワの南140キロメートル。カルーガの北東76キロメートル。セルプホフの南36キロメートル。
オカ川の左岸（西側）に位置し、川の対岸はトゥーラ州になる。

## 歴史

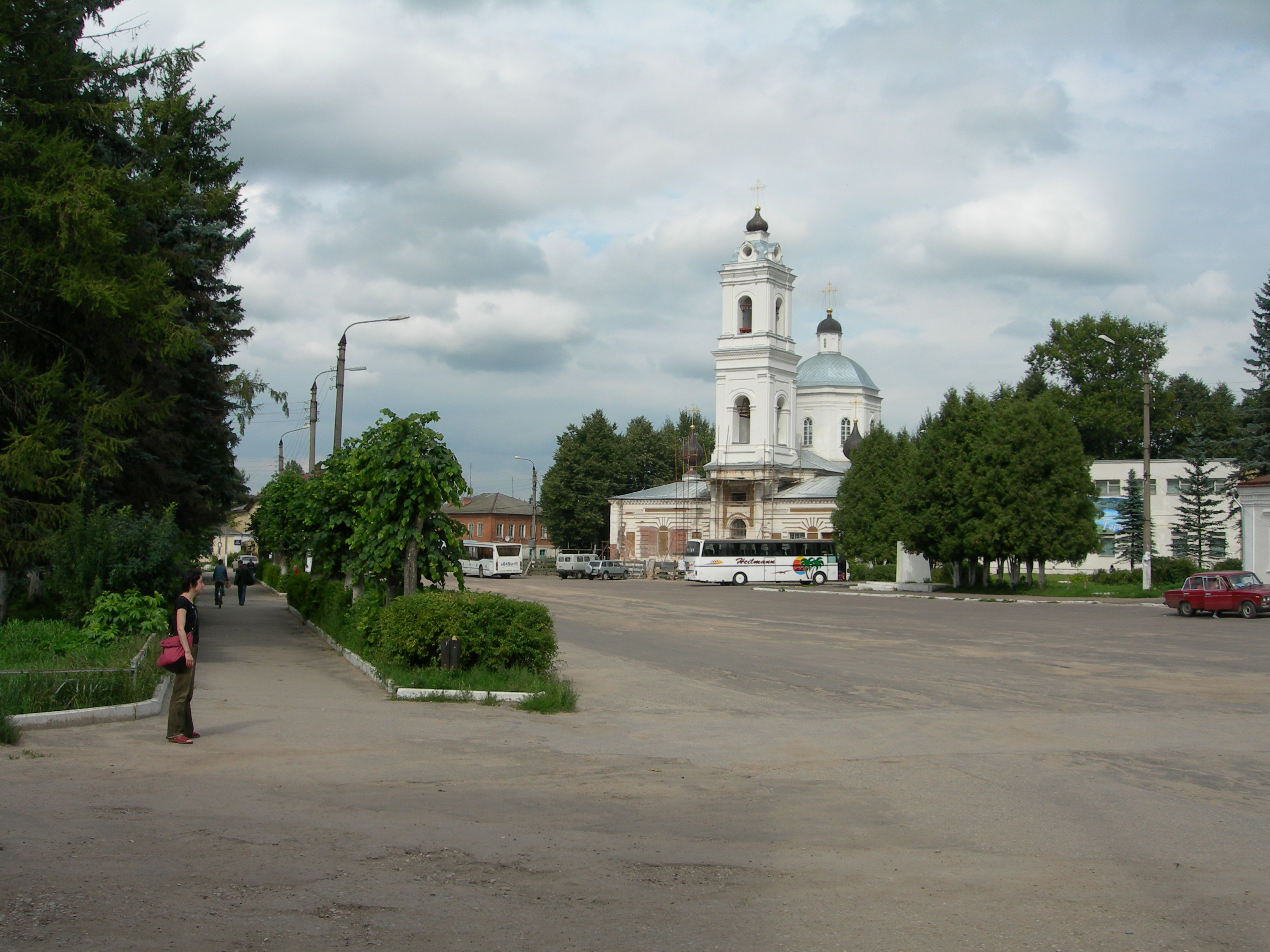
タルーサの中心部。ペトル・パウェル聖堂の後方にオカ川がある

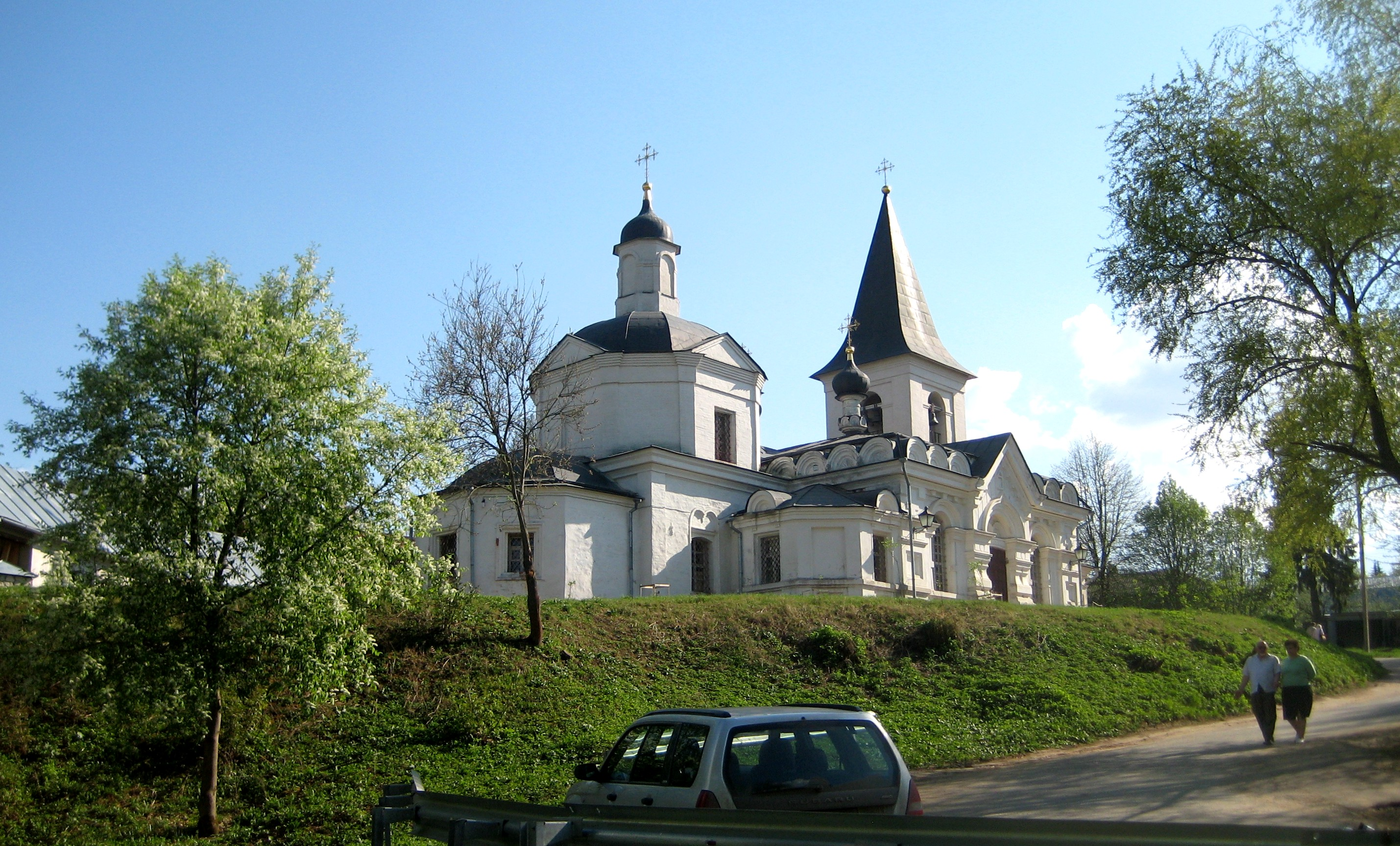
タルーサの復活聖堂

タルーサという地名はオカ川の支流タルーサ川から来ている。タルーサの町は、1246年には存在したことが記録から分かっている。当時、タルーサはオカ川上流公国群に属するタルーサ公国の首府であったが、後に公らはメショヴスクやボリャティノへと居所を移し、14世紀にはタルーサはモスクワ大公国に飲み込まれた。
タルーサは、モスクワ大公国の南部国境の堅い守りであり、南から攻めてくるクリミア・ハン国やリトアニア大公国などの軍からモスクワを守るために要塞が築かれた。モスクワ軍と大オルダ軍がにらみ合ったウグラ川の対峙の際には、イヴァン3世の率いるモスクワ軍の基地となっている。
国土が南へと拡大すると国境都市としての重要性は失われたが、その後もナポレオン軍との祖国戦争などでタルーサはロシア軍の拠点となった。1917年12月27日、十月革命後のタルーサにソヴィエトが確立している。大祖国戦争（独ソ戦）では、1941年10月24日から12月19日にかけてドイツ軍に占領されている。
町の城壁の跡や要塞の跡などは、今も町の聖堂の近くに見ることが出来る。オカ川の高い岸の上にあるタルーサからの美しい風景は文学者や芸術家に愛され、詩人のマリーナ・ツヴェターエワ、作家のコンスタンチン・パウストフスキーほか、さまざまな小説家や画家らがタルーサに滞在したり家を構えたりして創作活動を行っていた。またソビエト時代以来、映画のロケもしばしば行われている。